# Jesús-Jacques Moujica
Jesús-Jacques Moujica (Urretxu, 18 de setembre de 1926 - Montelaimar, 14 de novembre de 1950) va ser un ciclista basc de naixement, però nacionalitzat francès el 4 de juny de 1948, que va córrer entre 1945 i el moment de la seva mort, el 1950.
Durant la seva breu vida professional aconseguí 37 victòries, entre les quals destaca la Bordeus-París de 1949. Aquell mateix any fou tercer de la París-Roubaix, una edició marcada per un error dels jurats que va enviar els tres escapats per un camí erroni a l'entrar al velòdrom final.
Morí en un accident de trànsit junt a la jove promesa francesa Jean Rey.

## Palmarès
- 1945
  - 1r a Bagnères de Bigorre
- 1946
  - 1r a Auch
  - 1r a Boulogne-sur-Gesse
  - 1r a L'Isle-en-Dodon
  - 1r al Gran Premi de Clausura del VC Montpellier
  - Vencedor d'una etapa del Circuit de l'Armagnac
  - Vencedor d'una etapa del Circuit dels Colls Pirinencs
- 1947
  - 1r del Gran Premi de la Pesca a Estang
  - 1r del Gran Premi de Couserans
  - 1r del Gran Premi de Pau
  - 1r del Gran Premi de Villeneuve-sur-Lot
- 1948
  - 1r del Premi CA Béglais
  - 1r del Gran Premi de la Victòria a Liborna
  - 1r del Gran Premi del Tomàquet a Marmanda i vencedor d'una etapa
  - 1r del Premi de Libre-Poitou
  - 1r a Valence-sur-Baïsse
  - 1r del Premi de Moissac
  - 1r del Premi de Clausura a Boulogne-sur-Gesse
  - 1r del Premi de Bourcefranc
  - 1r del Circuit de la Soule
  - 1r a Châteauneuf-sur-Charente
  - 1r a Bassoues d'Armagnac
  - Vencedor d'una etapa del Circuit de Gers
- 1949
  - 1r de la Bordeus-París
  - 1r al Gran Premi Germain Reynier
  - 1r del Gran Premi Routier, rere derny
  - 1r del Gran Premi de Dinan
  - 1r del Gran Premi de Saint-Servan
  - 1r a Oloron-Ste.Marie
  - 1r a la Challenge Groga
  - Vencedor d'una etapa del Circuit dels Colls Pirinencs
  - Vencedor de 2 etapes a la Volta a Algèria
- 1950
  - 1r del Circuit de Calais
  - 1r a Casteraverduzan
  - 1r a Oloron-Ste.Marie
  - 1r a l'Avinyó-Cavaillon-Avinyó